# ذاكرة حسية
خلال كل لحظة من حياة الكائن الحي، يتم أخذ المعلومات الحسية عن طريق المستقبلات الحسية ومعالجتها بواسطة الجهاز العصبي. يتم تخزين المعلومات الحسية في الذاكرة الحسية لفترة كافية فقط ليتم نقلها إلى الذاكرة قصيرة المدى. للإنسان خمس حواس تقليدية: البصر،والسمع، والتذوق، والشم، واللمس. الذاكرة الحسية هي ذاكرة قصيرة نسبياً تسمح للناس بالاحتفاظ بانطباعات المعلومات الحسية بعد توقف المنبه الأصلي، وهي تمثيل عقلي لكيفية ظهور الأحداث البيئية وصوتها وإحساسها وشمها وتذوقها، مثل التعرف على لون أو صوت مألوف. غالبًا ما يُنظر إليها على أنها المرحلة الأولى من الذاكرة التي تتضمن تسجيل كمية هائلة من المعلومات حول البيئة، ولكن لفترة وجيزة جدًا فقط. الغرض من الذاكرة الحسية هو الاحتفاظ بالمعلومات لفترة كافية للتعرف عليها. تسمح الذاكرة الحسية للأفراد بالاحتفاظ بانطباعات المعلومات الحسية بعد توقف المنبه الأصلي. من المظاهر الشائعة لـها هو قدرة الطفل على كتابة الحروف وعمل الدوائر عن طريق تدوير الماسة ليلاً.  عندما يتم لف الماسة بسرعة كافية، يبدو أنها تترك أثرًا يشكل صورة مستمرة. "درب الضوء" هذا هو الصورة التي يتم تمثيلها في المخزن الحسي المرئي المعروف باسم الذاكرة الأيقونية. النوعان الآخران منها اللذان تمت دراستهما على نطاق واسع هما الذاكرة السمعية (ذاكرة الصدى) والذاكرة اللمسية. ومع ذلك، يمكن افتراض أن كل حاسة فسيولوجية لها مخزن ذاكرة مطابق مثل السمع واللمس. لقد ثبت أن الأطفال على سبيل المثال يتذكرون أذواقًا معينة "حلوة" أثناء تجارب التعلم الكامن ولكن طبيعة هذه الذاكرة الذوقية لا تزال غير واضحة. قد تكون الذكريات الحسية مرتبطة بمنطقة المهاد، والتي تعمل كمصدر للإشارات التي تشفر التجارب السابقة في القشرة المخية الحديثة.